# Eternamente (canción de Coda)
«Eternamente» es una canción interpretada por la banda mexicana de rock Coda, que está incluida en su primer álbum de estudio Enciéndelo (1993) y lanzada como el sencillo principal por las discográficas Epic, Sony Music Mexico y sony Latin.

## Origen y significado
La canción fue escrita por Allen Meneses, David Rosas, Ernesto Orozco, Jesus Marquez y Salvador Hurtado, y la letra describe un deseo intenso de estar con la persona amada, un anhelo que parece no tener fin.

## Lista de canciones

### CD - Promo[5]
| Eternamente — Single |               |          |  |
| N.º                  | Título        | Duración |  |
| 1.                   | «Eternamente» | 4:54     |  |

## Posiciones en las listas
| Listas (1995)                             | Posición |
| ----------------------------------------- | -------- |
| Estados Unidos Billboard Hot Latin Tracks | 18       |
| México Top 100                            | 67       |

## Premios y nominaciones
| Año  | Publicación | País           | Lista                                | Puesto |
| ---- | ----------- | -------------- | ------------------------------------ | ------ |
| 2007 | Alborde     | Estados Unidos | 500 canciones del Rock Iberomericano | 389°   |